# Гертруд Лойтенегер
Гертруд Лойтенегер (на немски: Gertrud Leutenegger) е швейцарска писателка, авторка на романи, разкази и стихотворения.

## Биография
Гертруд Лойтенегер израства в Швиц, но после живее и в говорещите френски и италиански области на Швейцария. Следва режисура в цюрихската Академия за театрално изкуство и работи като асистент-режисьор в хамбургския театър.
След многобройни пътувания и пребивавания във Флоренция и Берлин, Лойтенегер живее дълго време в Япония.
През 2010 г. става член на Немската академия за език и литература в Дармщат.
Днес писателката живее в Цюрих.

## Награди и отличия
- 1978: „Награда Ингеборг Бахман“ (награда на журито)
- 1979: „Награда Дросте“
- 1985: Gastpreis der Luzerner Literaturförderung
- 1986: „Награда на Швейцарска Фондация „Шилер““ за цялостно творчество
- 1988: Literarische Ehrengabe der Stadt Zürich
- 1993: Anerkennungspreis der Luzerner Marianne und Curt Dienemann-Stiftung
- 1999: Innerschweizer Kulturpreis
- 2009: „Шилерова награда на Цюрихската кантонална банка“ für Matutin
- 2014: Shortlist für den Deutschen Buchpreis mit Panischer Frühling
- 2014: „Награда Розвита“ на град Бад Гандерсхайм